# Troglohyphantes pumilio
Troglohyphantes pumilio là một loài nhện trong họ Linyphiidae.
Loài này thuộc chi Troglohyphantes. Troglohyphantes pumilio được J. Denis miêu tả năm 1959.